# Transportes e Turismo Eroles
A Transportes e Turismo Eroles (T.T. Eroles ou apenas Eroles) foi uma das maiores empresas de transporte de passageiros do Brasil.

## História
Henrique Eroles resolveu, em 20 de dezembro de 1934, explorar o transporte coletivo do município de Mogi das Cruzes, Região Metropolitana de São Paulo, o que na época era um setor novo e que apresentava várias dificuldades. Adquiriu um veículo Chevrolet - tigre, tipo "Ramona", ano 1934, conhecido na época como jardineira, que transportava de 20 a 25 passageiros. Esse veículo fez a primeira linha regular de ônibus da cidade de Mogi das Cruzes, ligando o Centro ao bairro de Taiaçupeba, na época Capela do Ribeirão. Em 1937 adquiriu seu primeiro veículo 0KM e foi agregando à empresa como sócios, seus filhos e sua esposa. Já em 1964, com uma frota maior e crescente surgiu a razão social Transportes e Turismo Eroles.
Com o passar dos anos a Eroles crescia cada vez mais, e dominou sozinha o transporte coletivo municipal de Mogi das Cruzes por mais de 60 anos, e o transporte municipal também dos municípios de Santa Isabel e Guararema. Operou por longos anos as linhas metropolitanas mais rentáveis da EMTU, que ligavam essencialmente Mogi das Cruzes aos outros municípios do Alto Tietê e à Capital, só perdia em número de linhas para a Viação Poá. Além disso operava linhas turísticas regulares dentro do Brasil, e também linhas internacionais ligando o citado país ao Paraguai, a Argentina, a Bolívia, ao Uruguai e ao Chile. Seus ônibus eram sempre novos, conservados e modernos. Sua pintura conhecida nacionalmente. A Eroles servia de referência para as demais empresas. Foi considerada uma das melhores empresas de transporte de Brasil.
Henrique faleceu em 7 de outubro de 1964. Seus herdeiros e sócios assumiram o controle da Eroles. Como é relatado pela própria empresa até hoje, deixou concretizado o seu sonho que era "implantar uma empresa de transporte coletivo de passageiros à altura do progresso da cidade que tanto amou". O seu esforço foi reconhecido em várias cidades, com a nomenclatura de uma avenida (em Mogi) e de uma rodovia (a SP-66 que passa por Poá e Itaquaquecetuba, entre outras cidades).

## A crise Mito - Eroles
Tal trajetória de sucesso acabou em 2004, com a crise financeira que a empresa começou a enfrentar naquele ano. Os motivos para o início da crise são incertos, o que de concreto há é que a crise se desencadeou com a quebra do monopólio do transporte municipal de Mogi da Cruzes. A nova licitação foi feita para tentar melhorar os serviços da Eroles, que na época já estavam ficando decadentes. Seriam escolhidas duas empresas que responderiam por 50% das linhas cada.
Com a licitação encerrada, com a Eroles e a então Transcel (hoje CS Brasil) escolhidas, a primeira mudança. Possivelmente numa manobra para que uma empresa com o "nome limpo" assumisse, aconteceu a troca do nome. Passava de Eroles para Mito Turismo; essa inclusive foi a única mudança na empresa com a licitação. A licitação exige uma idade média de 6 anos para a frota. A Mito foi obrigada a comprar novos veículos, e o fez. Os ônibus mais velhos foram transferidos para linhas metropolitanas. De 2004 à 2006, uma crise financeira arrebatadora, fez com que a Mito - Eroles penalizasse os seus usuários de todas as suas linhas, com atrasos e quebras de veículos. Foram dois anos com problemas no transporte no Alto Tietê. Tentou parcerias com a empresa Breda e com o Grupo Ruas Vaz. Depois de muita cobrança dos usuários, frente as prefeituras de Santa Isabel, Guararema e Mogi das Cruzes e à EMTU, e também a apreensão de vários ônibus a pedido de credores, a Mito - Eroles começou a perder suas linhas. Perdeu as linhas metropolitanas da EMTU, perdeu as linhas rodoviárias para a Breda, perdeu as linhas de Santa Isabel e Guararema e chegou a ter apenas 6 ônibus nas linhas municipais de Mogi, onde foi sendo substituída pela sua concorrente Transcel.

## Tentativas de recuperação

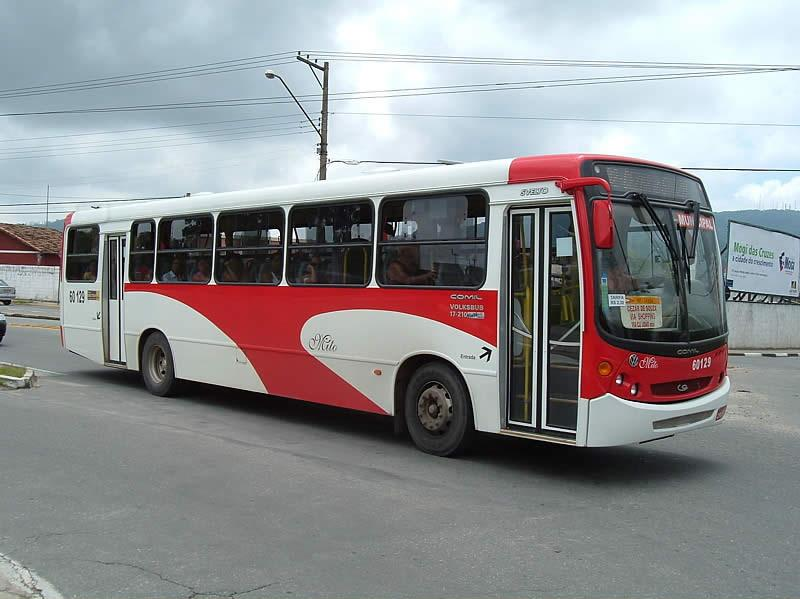
Comil Svelto: principal modelo utilizado pela Mito durante a parceria com a Viação Suzano.

A Eroles chegou a possuir quase 700 ônibus. No fim do ano passado[que ano?], por meio da Mito, possuía 15 ônibus. Com esse número não era possível operar em Mogi das Cruzes.
As linhas metropolitanas foram tranferidas para a CS Brasil, assim como as linhas de Guararema. Em Santa Isabel opera a cooperativa Transcooper. Da saúde financeira da empresa pouco era sabido, já que os Eroles também possuem divergências com a imprensa por causa de dívidas, e não davam entrevistas na época. Foi noticiado na época da crise que as duas razões sociais, Transportes e Turismo Eroles e Mito Turismo, possuiam pedidos de falência na justiça.
No dia 1 de Maio de 2008, 20 ônibus da Mito foram apreendidos a pedido de uma concessionária, por falta da pagamento. A parceria com a Visul foi desfeita.
A maior parte do faturamento da empresa (62% dos lucros) estava sendo utilizada para pagar dívidas trabalhistas e a empresa contava com apenas 33 carros para atender a população do município de Mogi das Cruzes, já que 55 veículos dos que restaram foram apreendidos por causa de dívidas.
De acordo com o contrato entre a empresa e a prefeitura de Mogi das Cruzes, a empresa deveria atuar com 90 ônibus em operação e disponibilizar outros 12 para a reserva técnica, totalizando 102 coletivos.

### Ameaça de cassação
Por causa desses problemas, a prefeitura de Mogi das Cruzes chegou nomeou uma comissão com o monitoramento da secretaria de negócios jurídicos para investigar irregularidades, incluindo quebra de contrato por parte da Mito Turismo. A empresa pediu ao prefeito para que interrompesse o processo, porque estava adquirindo novos ônibus para completar a frota, mas o prefeito queria saber se a empresa estava com as finanças equilibradas, como não obteve essa informação no momento, ele continuou com o processo.

### Novos ônibus

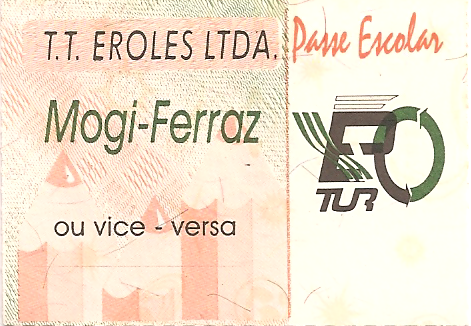
Passe escolar da Eroles, em 2004

No dia 31 de setembro de 2008, a diretoria da Mito Turismo fez uma entrevista coletiva para anunciar medidas para restabelecer os serviços da empresa e recuperar o mercado perdido para a CS Brasil no município de Mogi das Cruzes. A empresa passou a locar (alugar) 110 ônibus das empresas Comil e Marcopolo, cujo contrato teria duração de 60 meses. O investimento total da Mito Turismo chegaria aos R$ 25 milhões nos cinco anos de duração do contrato com as empresas que têm sede no estado brasileiro de Rio Grande do Sul. A empresa também pretendia contratar funcionários e retomar concorrências em outros municípios e assim recuperar a sua credibilidade. Os coletivos possuíam três portas e eram adaptados para deficientes físicos (cadeirantes) de acordo com as exigências da prefeitura. Com isso, os diretores da empresa acreditavam que conseguiriam operar em condições semelhantes com a CS Brasil.
A diretoria nessa entrevista garantiu que a segunda exigência da prefeitura para que a empresa retome as suas linhas também seria atendida. A Mito Turismo não possuía dívidas com a prefeitura de Mogi das Cruzes. A prefeitura estava devendo cerca de R$ 700 mil para a Eroles Turismo, esse crédito antigo foi repassado para a Mito Turismo e a dívidas com a prefeitura foram abatidas. As pendências trabalhistas e comerciais estavam equacionadas, segundo a diretoria da empresa. Tanto que estava contratando cerca de 250 pessoas, entre cobradores, motoristas, e outros cargos na área operacional. Segundo a diretoria da empresa, o financiamento dessa nova frota de ônibus foi feito junto as diversas instituições financeiras e não existiam investidores participando do negócio.

### Dívida da prefeitura de Mogi das Cruzes
O prefeito confirmou à imprensa após a entrevista da diretoria que a administração municipal devia cerca de R$ 700 mil. No final da década de 1990, a administração ficou devendo cerca de R$ 2,5 milhões a Eroles Turismo, que depois se tornaria a Mito Turismo.
O prefeito disse que a Mito Turismo devia à prefeitura um repasse mensal de verbas, pelo motivo da concessão dos transportes públicos de Mogi das Cruzes é onerosa às concessionárias. Com a crise Mito - Eroles, não foram pagos pela prefeitura os valores definidos pelo contrato. O secretário de serviços urbanos afirmou que a empresa devia aproximadamente R$ 2,5 milhões. A dívida foi transferida para a Mito Turismo que teve a sua dívida de R$ 1,8 milhão quitada. Esses créditos em favor da empresa foram obtidos em 1998 quando houve a suspensão do monopólio da empresa, a Eroles já havia pago a prefeitura o dinheiro à título de exploração do serviço.

### Ação popular na justiça
Uma cidadã de nome Ana Stela Vieira por meio de seu advogado Ricardo Luís Rodrigues da Silva entrou com uma ação popular na justiça a anulação da licitação pública e do contrato administrativo 49/2004 que deu à Mito Turismo a concessão de exploração das linhas no município de Mogi das Cruzes, declarando que a empresa não seria idônea o suficiente para realizar esse serviço. Ela também havia reivindicado à justiça a anulação do ato administrativo que previu a compensação de créditos da prefeitura mogicruzense à Mito Turismo e a condenação dos réus (prefeitura, Mito e o prefeito) à devolução dos valores angariados ao longo da prestação e por perdas e danos. A justiça indefiriu (não aceitou) a ação popular.

### Circulação dos novos ônibus

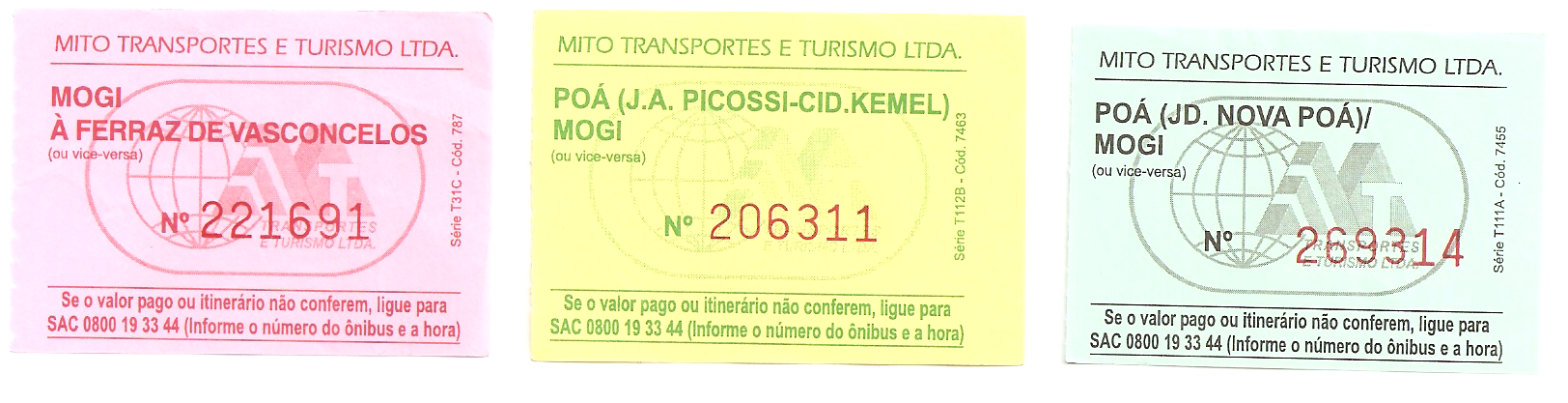
Passagens de ônibus intermunicipais da Mito Turismo, em 2005

A Mito Turismo, em outubro de 2008 não havia ainda disponibilizado os ônibus novos para a população, segundo a prefeitura mogicruzense, a empresa não havia apresentado os documentos necessários para que fosse feita a vistoria técnica. Sem a vistoria técnica, os veículos ficam impedidos de rodar.
O processo administrativo da prefeitura mogiana que poderá causar a cassação da empresa não foi suspenso. A comissão que analisará uma possível quebra de contrato por parte da Mito Turismo terminaria no final de outubro, mas foi prorrogada por mais 20 dias.
O diretor da empresa disse à imprensa que antes do dia 30 de outubro disponibilizaria a frota nova para os passageiros, o que não aconteceu. Ele afirmou na época que o número de veículos é grande e que o valor do IPVA é alto, além da burocracia que é grande. A empresa deveria seguir o cronograma da prefeitura para a retomada das linhas que foram perdidas para a CS Brasil, no entanto, apenas 24 ônibus da Mito Turismo estavam circulando nas ruas.
Os poucos ônibus da empresa estavam circulando nas ruas. A prefeitura mogicruzense iria tomar a sua decisão no dia 17 de novembro, mas mudou de ideia e a decisão final sairá até o dia 31 de dezembro de 2008, antes que o próximo prefeito assuma. Apesar dos problemas e dificuldades da empresa e a ameaça de cassação por quebra de contrato, a Mito Turismo ainda recebe apoio de entusiastas e busólogos da região. Eles torciam na época para que a empresa se recuperasse e dizem que ela faz parte da história de Mogi das Cruzes.

### Intervenção da prefeitura
A prefeitura confirmou para a imprensa sobre a possibilidade de intervenção na Mito Turismo para se saber sobre a sua real situação. Essa intervenção foi sugerida por um secretário e o prefeito mogiano aceitou a sugestão a princípio. Mas essa medida não foi posta em prática por não haver ainda um plano bem definido para se fazer isso, esta possibilidade foi vista com cautela pela administração mogicruzense. Esta intervenção não preservaria os atuais diretores da Mito, a intervenção afastaria os atuais diretores e poderia durar entre 60 até 180 dias. Além disso, problemas com a justiça cível pioraram a situação e a intervenção foi descartada.

## Cassação do contrato

### Fim das operações
No dia 9 de janeiro de 2009 o prefeito mogiano disse que rescindirá o contrato entre a prefeitura e a empresa. E uma nova empresa seria chamada para realizar o serviço de transporte em conjunto com a CS Brasil, a empresa Sambaíba (3ª colocada na última licitação em 2004) seria chamada pela prefeitura para um contrato emergencial até que uma nova licitação seja concluída. A empresa não aceitou, seria chamada a empresa Urubupungá (4ª colocada na licitação em 2004), mas ela não aceitou, uma nova empresa foi chamada. Em 16 de janeiro de 2009, a Prefeitura rompeu o contrato em definitivo. A empresa operou até à meia-noite do dia 22 de janeiro de 2009, quando a Breda Turismo assumiu emergencialmente.

### Nova concorrência
Assumiu em caráter provisório a empresa Breda, que atua no Vale do Paraíba e Litoral Paulista. Ela assumiu as 30 linhas que eram administradas pela Mito Turismo. Os 280 motoristas e cobradores foram contratados pela Breda e pela CS Brasil (150 pela Breda e 130 pela CS Brasil). Haverá uma licitação nos próximos 6 meses para que uma empresa assuma definitivamente as 90 linhas que a Mito administrava antes de sua crise.

### Venda da garagem
Uma empresa de turismo do município de São Paulo fez uma proposta de 22 milhões de reais pela sua principal garagem e de seu escritório que estão localizados na Rua Ipiranga (em Mogi das Cruzes), o dinheiro referente ao pagamento desse imóvel será utilizado para o pagamento de direitos trabalhistas de ex-funcionários que entraram na justiça. O valor é 15% maior do que o avaliado pelos peritos e ocupa um dos endereços mais valorizados do município. Outras três áreas da Eroles Turismo não estão incluídas inicialmente em nenhuma negociação. O empresário pretende utilizar a garagem para abrigar os ônibus de sua empresa, a garagem será utilizada para ser a sede de sua empresa em Mogi das Cruzes.
Se a justiça aceitar a negociação, a empresa terá sete dias para depositar o dinheiro. Atualmente a empresa tem inúmeras ações trabalhistas por parte de seus ex-funcionários que reclamam de falta de pagamento de horas extras, indenizações e salários. Eles esperam que a venda da garagem possa garantir o pagamento desses direitos.

### Possível retomada
Um dos diretores da empresa disse à imprensa que a Eroles não "fechou as portas" e que pretende participar da próxima licitação que ocorrerá em Mogi das Cruzes para definir quem vai dividir as linhas junto com a CS Brasil, que sairá quando terminar o contrato provisório da Breda.
Ele disse que pretende voltar a atuar em 12 linhas intermunicipais que estão sob concessão da Eroles e que estão sendo operados pela Breda em regime de comodato. O empresário afirmou que isso foi feito para que a empresa fosse voltada para as linhas metropolitanas e que esse contrato de comodato com a Breda não será mais renovado. A empresa utilizará os ônibus que foram alugados em 2008 para atuar em Mogi antes da quebra de contrato para operar as linhas municipais nas regiões de Santa Isabel, Guararema, Jacareí, Igaratá, São José dos Campos, São Sebastião e Bertioga. Segundo o empresário, não há empecilhos jurídicos para a retomada, já que a titularidade é intransferível.